# Stadion Maguwoharjo
Stadion Maguwoharjo – stadion piłkarski na przedmieściach Yogyakarty, w Indonezji. Został otwarty w 2007 roku. Może pomieścić 30 000 widzów. Swoje spotkania rozgrywają na nim piłkarze klubu PSS Sleman.
Nowy stadion klubu PSS Sleman został wybudowany w latach 2005–2007. W trakie budowy, 27 maja 2006 roku doszło do trzęsienia ziemi, które spowodowało zniszczenia na budowanym stadionie, jednak nie były one znaczne. Przed oddaniem obiektu do użytku piłkarze zespołu PSS Sleman występowali na stadionie Tridadi. Obiekt posiada typowo piłkarski układ, z trybunami usytuowanymi tuż za liniami bocznymi i otaczającymi boisko ze wszystkich stron. Trybuny położone wzdłuż boiska są zadaszone. Obiekt posiada pewne cechy architektoniczne nawiązujące do stadionu San Siro w Mediolanie, jak np. spiralne drogi wejścia na obiekt usytuowane za narożnikami, stąd też bywa on nazywany „małym San Siro”.